# Merodon pruni
Merodon pruni là một loài ruồi trong họ Ruồi giả ong (Syrphidae). Loài này được Rossi mô tả khoa học đầu tiên năm 1790. Merodon pruni phân bố ở vùng Cổ Bắc giới